# الكسندر كاسترو
الكسندر كاسترو (بالإسبانية: Alexander Castro)‏ (14 فبراير 1979 في كوستاريكا - ) هو مدرب كرة قدم ولاعب كرة قدم كوستاريكي في مركز الدفاع. شارك مع منتخب كوستاريكا لكرة القدم. أما مع النوادي، فقد لعب مع نادي كارتاهينيس ونادي ألاجولينسي ونادي رامونينسي ونادي هيريديانو.

## وصلات خارجية
- الكسندر كاسترو على موقع الاتحاد الدولي (مؤرشف)  (الإنجليزية)
- الكسندر كاسترو على موقع قاعدة بيانات كرة القدم.إي يو (الإنجليزية)
- الكسندر كاسترو على موقع ناشيونال فوتبول تيمز (الإنجليزية)